# Serie A 1970 (hockey su pista)
La Serie A 1970 è stata la 47ª edizione (la 21ª a girone unico), del torneo di primo livello del campionato italiano di hockey su pista. La competizione ha avuto inizio il 16 maggio e si è conclusa il 26 settembre 1970.
Lo scudetto è stato conquistato dal Novara per la quattordicesima volta, la seconda consecutiva, nella sua storia.

## Stagione

Robert Olthoff, primo giocatore straniero del campionato italiano. Qui premiato dal presidente federale Gianni Mariggi

### Novità
A prendere il testimone del DLF Trieste e del Trissino retrocesse in serie B vi furono, vincendo il campionato cadetto, due squadre all'esordio in serie A: l'ENEL Bari e l' Amatori Lodi. L'Amatori Lodi nacque nel 1965 per iniziativa di un gruppo di giovani appassionati e succursale giovanile dell'Hockey Club Lodi. La squadra giallorossa, seppur tra alterne vicende, sarà a lungo protagonista dell'hockey nazionale. Al torneo parteciparono: Amatori Modena, Monza, Laverda Breganze, Marzotto Valdagno, Novara (campione in carica), Pro Follonica, SC Follonica, Triestina e appunto l'Amatori Lodi e l'Enel Bari.

### Formula
La formula del campionato fu leggermente cambiata rispetto alla stagione precedente; la manifestazione fu organizzata con un girone all'italiana, con gare di andata e ritorno per un totale di 18 giornate: erano assegnati 2 punti per l'incontro vinto e un punto a testa per l'incontro pareggiato, mentre non ne era attribuito alcuno per la sconfitta. Al termine del campionato la prima squadra classificata venne proclamata campione d'Italia; la nona e la decima classificata disputarono un girone a quattro con le vincenti del girone finale della serie B per stabilire le retrocedenti nella cadetteria.

### Avvenimenti
Il campionato iniziò il 16 maggio e si concluse il 26 settembre 1970. Il campionato fu caratterizzato dal duello tra i campioni d'Italia del Novara e l'Amatori Modena. Furono proprio i modenesi a portarsi in testa alla classifica tra la terza e l'ottava giornata grazie a otto vittorie in altrettanti gare disputate; al terzo posto si issò stabilmente il Monza. Alla nona giornata ci fu lo scontro diretto tre i novaresi e l'Amatori Modena con i primi che vinsero l'incontro agganciando i gialloblu in testa alla classifica. La svolta del torneo ci fu alla quarta giornata di ritorno quando l'Amatori Modena venne sconfitta a Monza dalla Candy e lasciò strada al Novara che vinse il torneo con un turno di anticipo; fu un torneo sotto tono invece per il Breganze che giunse solo sesto e per la Triestina che giunse solo quarta; l'Amatori Lodi, al suo campionato di esordio, giunse ottavo in classifica. Gli azzurri novaresi chiusero il torneo a quota trentatre punti collezionando quindici vittorie e tre pareggi senza conoscere alcuna sconfitta. Infatti l'ultima sconfitta in campionato del Novara fu sul campo della Triestina durante la stagione precedente; in totale il club piemontese collezionò trentuno risultati utili consecutivi. Robert Olthoff del Novara segnando 70 reti vinse la classifica dei cannonieri; fu la prima volta che a vincere tale classifica era un giocatore straniero.

## Squadre partecipanti
| Club              | Stagione | Città          | Impianto                   | Stagione precedente              |
| ----------------- | -------- | -------------- | -------------------------- | -------------------------------- |
| Amatori Lodi      | dettagli | Lodi (MI)      | PalaRiboni                 | In Serie B, promosso             |
| Amatori Modena    | dettagli | Modena         | PalaMolza                  | 3º in Serie A                    |
| Monza             | dettagli | Monza (MI)     | Pista di via Boccaccio     | 5º in Serie A                    |
| ENEL Bari         | n.d.     | Bari           | Palamartino                | In Serie B, promosso             |
| Laverda Breganze  | dettagli | Breganze (VI)  | Centro giovanile Don Bosco | 2º in Serie A                    |
| Marzotto Valdagno | dettagli | Valdagno (VI)  | PalaSoldà                  | 6º in Serie A                    |
| Novara            | dettagli | Novara         | Palazzetto dello sport     | 1º in Serie A, campione d'Italia |
| Pro Follonica     | dettagli | Follonica (GR) | Pista Armeni               | 7º in Serie A                    |
| SC Follonica      | n.d.     | Follonica (GR) | Pista Armeni               | 8º in Serie A                    |
| Triestina         | dettagli | Trieste        | PalaChiarbola              | 4º in Serie A                    |

### Allenatori e primatisti
| Squadra           | Allenatore         | Cannoniere               |
| ----------------- | ------------------ | ------------------------ |
| Amatori Lodi      |                    |                          |
| Amatori Modena    |                    |                          |
| Monza             |                    |                          |
| ENEL Bari         |                    |                          |
| Laverda Breganze  |                    |                          |
| Marzotto Valdagno |                    |                          |
| Novara            | Ferruccio Panagini | Robert Olthoff (70 reti) |
| Pro Follonica     |                    |                          |
| SC Follonica      |                    |                          |
| Triestina         |                    |                          |

## Risultati
| Andata (1ª) | Andata (1ª) | Prima giornata                | Ritorno (10ª) | Ritorno (10ª) |
|             |             |                               |               |               |
| 16 mag.     | 15-0        | Candy Monza-Marzotto Valdagno | 9-4           | 25 lug.       |
| 16 mag.     | 3-14        | Enel Bari-Amatori Modena      | 2-13          | 25 lug.       |
| 16 mag.     | 5-3         | Laverda Breganze-Amatori Lodi | 1-5           | 25 lug.       |
| 16 mag.     | 2-6         | Pro Follonica-Novara          | 2-6           | 25 lug.       |
| 16 mag.     | 3-1         | Triestina-SC Follonica        | 4-2           | 25 lug.       |

| Andata (2ª) | Andata (2ª) | Seconda giornata                   | Ritorno (11ª) | Ritorno (11ª) |
|             |             |                                    |               |               |
| 23 mag.     | 5-3         | Amatori Lodi-Pro Follonica         | 4-4           | 1º ago.       |
| 23 mag.     | 5-11        | SC Follonica-Amatori Modena        | 2-13          | 1º ago.       |
| 23 mag.     | 5-3         | Marzotto Valdagno-Laverda Breganze | 2-5           | 1º ago.       |
| 23 mag.     | 13-2        | Novara-Enel Bari                   | 17-6          | 1º ago.       |
| 23 mag.     | 4-5         | Triestina-Candy Monza              | 4-8           | 1º ago.       |

| Andata (3ª) | Andata (3ª) | Terza giornata                   | Ritorno (12ª) | Ritorno (12ª) |
|             |             |                                  |               |               |
| 30 mag.     | 4-4         | Candy Monza-Novara               | 5-6           | 8 ago.        |
| 30 mag.     | 6-8         | Enel Bari-Amatori Lodi           | 3-8           | 8 ago.        |
| 30 mag.     | 10-0        | Amatori Modena-Marzotto Valdagno | 5-0           | 8 ago.        |
| 30 mag.     | 4-1         | Laverda Breganze-Triestina       | 1-7           | 8 ago.        |
| 30 mag.     | 2-5         | Pro Follonica-SC Follonica       | 8-3           | 8 ago.        |

| Andata (4ª) | Andata (4ª) | Quarta giornata                | Ritorno (13ª) | Ritorno (13ª) |
|             |             |                                |               |               |
| 6 giu.      | 4-3         | Amatori Lodi-SC Follonica      | 3-4           | 22 ago.       |
| 6 giu.      | 4-7         | Enel Bari-Candy Monza          | 2-23          | 22 ago.       |
| 6 giu.      | 4-1         | Amatori Modena-Triestina       | 0-1           | 22 ago.       |
| 6 giu.      | 5-5         | Marzotto Valdagno-Novara       | 2-12          | 22 ago.       |
| 6 giu.      | 3-4         | Pro Follonica-Laverda Breganze | 4-3           | 22 ago.       |

| Andata (5ª) | Andata (5ª) | Quinta giornata                 | Ritorno (14ª) | Ritorno (14ª) |
|             |             |                                 |               |               |
| 13 giu.     | 2-9         | SC Follonica-Candy Monza        | 1-23          | 29 ago.       |
| 13 giu.     | 3-6         | Laverda Breganze-Amatori Modena | 3-11          | 29 ago.       |
| 13 giu.     | 7-4         | Marzotto Vandagno-Enel Bari     | 10-9          | 29 ago.       |
| 13 giu.     | 13-3        | Novara-Amatori Lodi             | 10-4          | 29 ago.       |
| 13 giu.     | 4-3         | Triestina-Pro Follonica         | 1-1           | 29 ago.       |

| Andata (6ª) | Andata (6ª) | Sesta giornata                 | Ritorno (15ª) | Ritorno (15ª) |
|             |             |                                |               |               |
| 20 giu.     | 12-2        | Candy Monza-Amatori Lodi       | 2-1           | 5 set.        |
| 20 giu.     | 2-3         | Enel Bari-Triestina            | 3-10          | 5 set.        |
| 20 giu.     | 3-6         | SC Follonica-Marzotto Valdagno | 3-5           | 5 set.        |
| 20 giu.     | 14-2        | Amatori Modena-Pro Follonica   | 4-2           | 5 set.        |
| 20 giu.     | 5-3         | Novara-Laverda Breganze        | 4-3           | 5 set.        |

| Andata (7ª) | Andata (7ª) | Settima giornata               | Ritorno (16ª) | Ritorno (16ª) |
|             |             |                                |               |               |
| 4 lug.      | 3-4         | Amatori Lodi-Marzotto Valdagno | 5-9           | 12 set.       |
| 4 lug.      | 3-1         | Amatori Modena-Candy Monza     | 2-10          | 12 set.       |
| 4 lug.      | 9-4         | Laverda Breganze-SC Follonica  | 5-5           | 12 set.       |
| 4 lug.      | 5-3         | Pro Follonica-Enel Bari        | 8-5           | 12 set.       |
| 4 lug.      | 3-10        | Triestina-Novara               | 3-4           | 12 set.       |

| Andata (8ª) | Andata (8ª) | Ottava giornata             | Ritorno (17ª) | Ritorno (17ª) |
|             |             |                             |               |               |
| 11 lug.     | 3-5         | Amatori Lodi-Amatori Modena | 1-4           | 19 set.       |
| 11 lug.     | 10-2        | Candy Monza-Pro Follonica   | 2-3           | 19 set.       |
| 11 lug.     | 5-16        | SC Follonica-Novara         | 2-19          | 19 set.       |
| 11 lug.     | 9-4         | Laverda Breganze-Enel Bari  | 7-5           | 19 set.       |
| 11 lug.     | 1-4         | Marzotto Valdagno-Triestina | 2-5           | 19 set.       |

| \| Andata (9ª) \| Andata (9ª) \| Nona giornata \| Ritorno (18ª) \| Ritorno (18ª) \| \| \| \| \| \| \| \| 18 lug. \| 6-4 \| Candy Monza-Laverda Breganze \| 4-7 \| 26 set. \| \| 18 lug. \| 13-6 \| Enel Bari-SC Follonica \| 4-8 \| 26 set. \| \| 18 lug. \| 6-3 \| Novara-Amatori Modena \| 5-5 \| 26 set. \| \| 18 lug. \| 3-5 \| Pro Follonica-Marzotto Valdagno \| 6-7 \| 26 set. \| \| 18 lug. \| 5-5 \| Triestina-Amatori Lodi \| 3-0 \| 26 set. \| |             |                                 |               |               |
| Andata (9ª) | Andata (9ª) | Nona giornata                   | Ritorno (18ª) | Ritorno (18ª) |
| |             |                                 |               |               |
| 18 lug. | 6-4         | Candy Monza-Laverda Breganze    | 4-7           | 26 set.       |
| 18 lug. | 13-6        | Enel Bari-SC Follonica          | 4-8           | 26 set.       |
| 18 lug. | 6-3         | Novara-Amatori Modena           | 5-5           | 26 set.       |
| 18 lug. | 3-5         | Pro Follonica-Marzotto Valdagno | 6-7           | 26 set.       |
| 18 lug. | 5-5         | Triestina-Amatori Lodi          | 3-0           | 26 set.       |

## Classifica finale
|  | Pos. | Squadra           | Pt | G  | V  | N | P  | GF  | GS  | DR   |
|  | ---- | ----------------- | -- | -- | -- | - | -- | --- | --- | ---- |
|  | 1.   | Novara            | 33 | 18 | 15 | 3 | 0  | 161 | 64  | +97  |
|  | 2.   | Amatori Modena    | 29 | 18 | 14 | 1 | 3  | 127 | 50  | +77  |
|  | 3.   | Monza             | 27 | 18 | 13 | 1 | 4  | 155 | 55  | +100 |
|  | 4.   | Triestina         | 22 | 18 | 10 | 2 | 6  | 68  | 56  | +12  |
|  | 5.   | Marzotto Valdagno | 18 | 18 | 9  | 1 | 8  | 74  | 109 | -35  |
|  | 6.   | Laverda Breganze  | 17 | 18 | 8  | 1 | 9  | 79  | 84  | -5   |
|  | 7.   | Pro Follonica     | 12 | 18 | 5  | 2 | 11 | 63  | 91  | -28  |
|  | 8.   | Amatori Lodi      | 12 | 18 | 5  | 2 | 11 | 67  | 96  | -29  |
|  | 9.   | SC Follonica      | 7  | 18 | 3  | 1 | 14 | 64  | 157 | -93  |
|  | 10.  | ENEL Bari         | 2  | 18 | 1  | 0 | 17 | 80  | 176 | -96  |

Legenda:
      Campione d'Italia e qualificato in Coppa dei Campioni 1970-1971
  Vincitore della Coppa Italia 1970.
  Partecipa agli spareggi promozione.
      Retrocessa in Serie B.
Note:
Due punti a vittoria, uno a pareggio, zero a sconfitta.
Il Pro Follonica prevale sull'Amatori Lodi in virtù della migliore differenza generale.

## Classifica spareggi promozione
|  | Pos. | Squadra          | Pt | G | V | N | P | GF | GS | DR |
|  | ---- | ---------------- | -- | - | - | - | - | -- | -- | -- |
|  | 1.   | SC Follonica     | 4  | 3 | 1 | 2 | 0 | 10 | 8  | +2 |
|  | 3.   | ENEL Bari        | 3  | 3 | 1 | 1 | 1 | ?  | ?  | ?  |
|  | 3.   | Amatori Vercelli | 3  | 3 | 1 | 1 | 1 | ?  | ?  | ?  |
|  | 4.   | Grosseto         | 2  | 3 | 0 | 2 | 1 | ?  | ?  | ?  |

Legenda:
      Partecipa alla Serie A 1971.
      Partecipa alla Serie B 1971.
Note:
Due punti a vittoria, uno a pareggio, zero a sconfitta.

## Verdetti
| Verdetto                          | Club                |
| --------------------------------- | ------------------- |
| Campione d'Italia 1970            | Novara (14º titolo) |
| Qualificato in Coppa dei Campioni | Novara              |
| Retrocesse in Serie B             | ENEL Bari           |

### Squadra campione
| N° | Naz.                   | Ruolo | Sportivo          |  |  |  |
| -- | ---------------------- | ----- | ----------------- |  |  |  |
| 2  | Italia (bandiera)      | E     | Gianpietro Aina   |  |  |  |
| 4  | Italia (bandiera)      | E     | Pierluigi Colombo |  |  |  |
| 6  | Italia (bandiera)      | E     | Erasmo Marcon     |  |  |  |
| 10 | Italia (bandiera)      | P     | Andreino Maremma  |  |  |  |
| 3  | Italia (bandiera)      | E     | Franco Mora       |  |  |  |
| 7  | Paesi Bassi (bandiera) | E     | Robert Olthoff    |  |  |  |
| 1  | Italia (bandiera)      | P     | Mario Romussi     |  |  |  |
| 5  | Italia (bandiera)      | E     | Renzo Zaffinetti  |  |  |  |

- Allenatore:  Ferruccio Panagini

## Statistiche del torneo

### Capoliste solitarie
|    | —— | ——        | ——        | ——        | ——        | ——        | —— | —— | ——  | ——  | ——  | ——     | ——     | ——     | ——     | ——     | ——     | —— |  |
|    |    | A. Modena | A. Modena | A. Modena | A. Modena | A. Modena |    |    |     |     |     | Novara | Novara | Novara | Novara | Novara | Novara |    |  |
|    |    |           |           |           |           |           |    |    |     |     |     |        |        |        |        |        |        |    |  |
|    |    |           |           |           |           |           |    |    |     |     |     |        |        |        |        |        |        |    |  |
| 1ª | 2ª | 3ª        | 4ª        | 5ª        | 6ª        | 7ª        | 8ª | 9ª | 10ª | 11ª | 12ª | 13ª    | 14ª    | 15ª    | 16ª    | 17ª    | 18ª    |    |  |

### Classifica in divenire
|                   | 1ª | 2ª | 3ª | 4ª | 5ª | 6ª | 7ª | 8ª | 9ª | 10ª | 11ª | 12ª | 13ª | 14ª | 15ª | 16ª | 17ª | 18ª |
| ----------------- | -- | -- | -- | -- | -- | -- | -- | -- | -- | --- | --- | --- | --- | --- | --- | --- | --- | --- |
| Amatori Lodi      | 0  | 2  | 4  | 6  | 6  | 6  | 6  | 6  | 7  | 9   | 10  | 12  | 12  | 12  | 12  | 12  | 12  | 12  |
| Amatori Modena    | 2  | 4  | 6  | 8  | 10 | 12 | 14 | 16 | 16 | 18  | 20  | 22  | 22  | 24  | 26  | 26  | 28  | 29  |
| Monza             | 2  | 4  | 5  | 7  | 9  | 11 | 11 | 13 | 15 | 17  | 19  | 19  | 21  | 23  | 25  | 27  | 27  | 27  |
| ENEL Bari         | 0  | 0  | 0  | 0  | 0  | 0  | 0  | 0  | 2  | 2   | 2   | 2   | 2   | 2   | 2   | 2   | 2   | 2   |
| Laverda Breganze  | 2  | 2  | 4  | 6  | 6  | 6  | 8  | 10 | 10 | 10  | 12  | 12  | 12  | 12  | 12  | 13  | 15  | 17  |
| Marzotto Valdagno | 0  | 2  | 2  | 3  | 5  | 7  | 9  | 9  | 11 | 11  | 11  | 10  | 10  | 12  | 14  | 16  | 16  | 18  |
| Novara            | 2  | 4  | 5  | 6  | 8  | 10 | 12 | 14 | 16 | 18  | 20  | 22  | 24  | 26  | 28  | 30  | 32  | 33  |
| Pro Follonica     | 0  | 0  | 0  | 0  | 0  | 0  | 2  | 2  | 2  | 2   | 3   | 5   | 7   | 8   | 8   | 10  | 12  | 12  |
| SC Follonica      | 0  | 0  | 2  | 2  | 2  | 2  | 2  | 2  | 2  | 2   | 2   | 2   | 4   | 4   | 4   | 5   | 5   | 7   |
| Triestina         | 2  | 2  | 2  | 2  | 4  | 6  | 6  | 8  | 9  | 11  | 11  | 13  | 15  | 16  | 18  | 18  | 20  | 22  |

### Record squadre
- Maggior numero di vittorie: Novara (15)
- Minor numero di vittorie: ENEL Bari (1)
- Maggior numero di pareggi: Novara (3)
- Minor numero di pareggi: ENEL Bari (0)
- Maggior numero di sconfitte: ENEL Bari (17)
- Minor numero di sconfitte: Novara (0)
- Miglior attacco: Novara (161 reti realizzate)
- Peggior attacco: Pro Follonica (63 reti realizzate)
- Miglior difesa: Amatori Modena (50 reti subite)
- Peggior difesa: ENEL Bari (176 reti subite)
- Miglior differenza reti: Monza (+100)
- Peggior differenza reti: ENEL Bari (-96)

### Classifica cannonieri
| Gol |  |  | Giocatore      | Squadra |
| --- |  |  | -------------- | ------- |
| 70  |  |  | Robert Olthoff | Novara  |